# Mark Millar

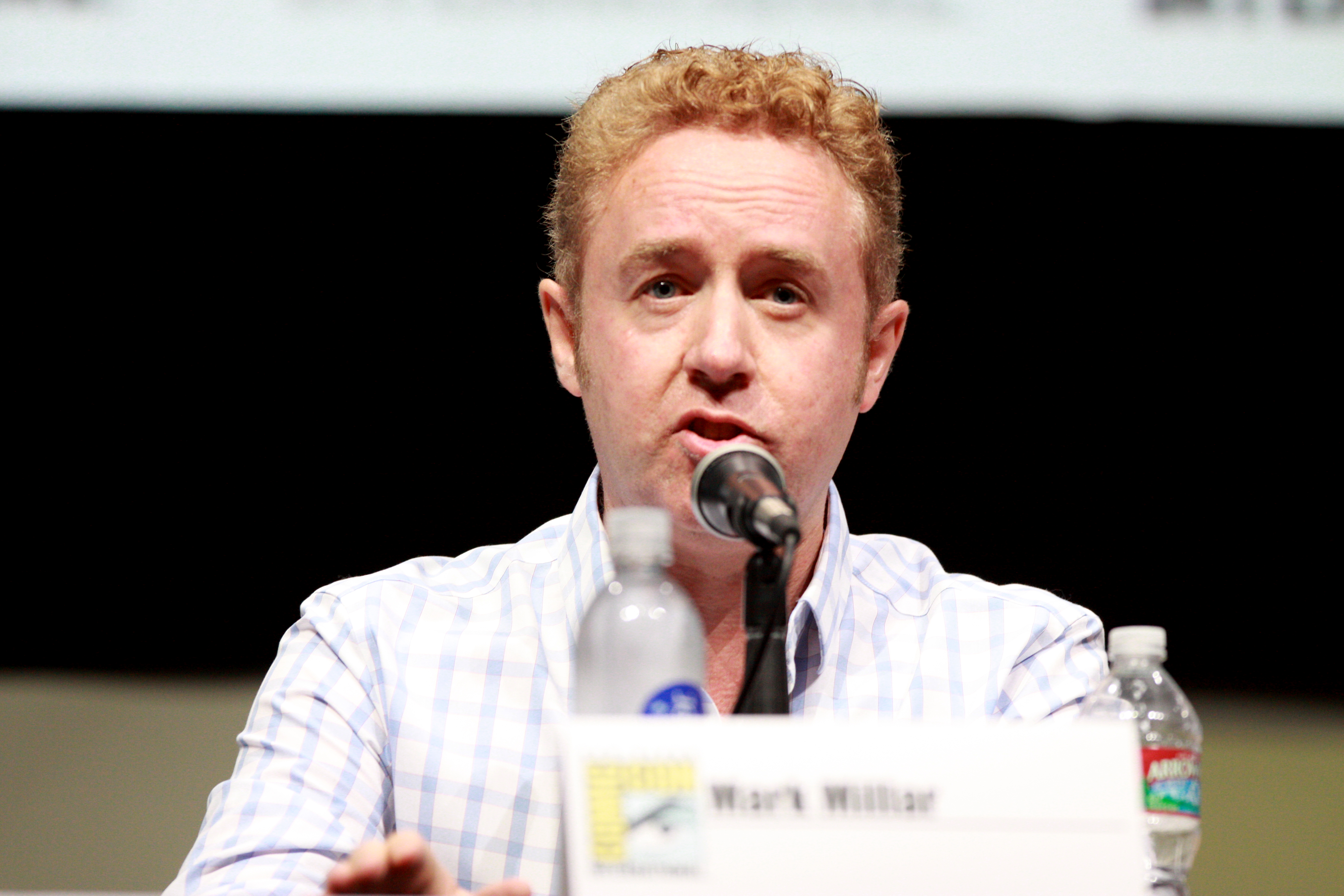
Mark Millar (2013)

Mark Millar (ur. 24 grudnia 1969, Coatbridge) – brytyjski rysownik.
Autor komiksów takich jak Kingsman,  Wanted i Kick-Ass, na podstawie których powstały ekranizacje.
Pisał komisy dla DC i Marvela. W 2003 roku stworzył własne studio komiksowe Millarworld.
W 2013 roku otrzymał Order Imperium Brytyjskiego (MBE).

## Komiksy wydane w Polsce
- Marvel Knights Spider-Man #01, 2024
- Sędzia Dredd. 19, 2024
- Marvel Zombies #01,  2023
- Ultimate Spider-Man. T.13, 2023
- Wolverine. T. 2: Wróg publiczny, 2022
- Ultimate X-Men. T. 3,2021
- Sędzia Dredd. 18, 2021
- Authority. T. 2,2021
- Ultimate X-Men. T. 2, 2021
- Chrononauci 2, 2021
- Ultimate X-Men. T. 1, 2020
- Kick-Ass. Nowa, 2020
- Bractwo Magów,2020
- Jupiter’s Circle. Orbita Jowisza, 2019
- Nemezis, 2019
- Huck. Prawdziwy Amerykanin, 2019
- Reborn. Odrodzona, 2019
- Boże Działo, 2019
- Starlight. Gwiezdny blask, 2018
- Jupiter's Legacy. Dziedzictwo Jowisza #02, 2018
- KM/H, 2018
- Empress. Cesarzowa #1, 2018
- Jupiter's Legacy. Dziedzictwo Jowisza #01, 2017
- Chrononauci, 2017
- Kingsman. Tajne służby, 2017
- Wojna Domowa, 2016
- Marvel Knights. Spider-Man.,2015
- Superman. Czerwony Syn, 2015, 2020
- Marvel Knights. Spider-Man. Śmiertelna trwoga, 2015
- Kick-Ass #3, 2014
- Wolverine: Staruszek Logan, 2014, 2019
- Ultimates #2, 2014
- Wojna Domowa, 2014
- Kick-Ass #2 & Hit-Girl, 013
- Ultimates #1, 2013
- Kick-Ass #1, 2013
- Wojna Domowa, 2013
- Batman: Najlepsze opowieści, 2012
- Wolverine: Wróg Publiczny #2, 2011
- Wolverine: Wróg Publiczny #1, 2011
- Authority #4: Narodziny, 2008